# Daniel Stephan
Daniel Stephan (ur. 3 sierpnia 1973 roku w Rheinhausen) – były niemiecki piłkarz ręczny, wielokrotny reprezentant kraju.
Grał na pozycji środkowego rozgrywającego. W 2004 roku zdobył srebrny medal na Igrzyskach Olimpijskich w Atenach. W 1998 roku został wybrany najlepszym piłkarzem ręcznym roku na świecie. Karierę sportową zakończył w 2008 roku.

## Sukcesy
- 1997, 2003: mistrzostwo Niemiec
- 1995, 1997, 2002: puchar Niemiec
- 1996, 2006: puchar EHF
- 1998: brązowy medal mistrzostw Europy
- 2002: wicemistrzostwo Europy
- 2004: wicemistrzostwo olimpijskie
- 2004: mistrzostwo Europy

## Nagrody indywidualne
- 1997, 1998, 1999: najlepszy piłkarz ręczny roku w Niemczech
- 1998: najlepszy piłkarz roku na Świecie